# Galleria d'arte contemporanea Osvaldo Licini
La Galleria d'arte contemporanea Osvaldo Licini è una pinacoteca di Ascoli Piceno, allestita presso il complesso del Polo culturale Sant'Agostino e dedicata al pittore ascolano Osvaldo Licini.

## Storia della galleria "Osvaldo Licini"
Nel 1964 su iniziativa del pittore Ernesto Ercolani, fu istituita la Civica Galleria d’Arte Grafica Moderna, per rappresentare i movimenti artistici del XX secolo. Inizialmente la galleria trovava sede nelle sale cinquecentesche di palazzo Malaspina. Successivamente negli anni settanta la galleria diventò la Civica Galleria d’Arte Contemporanea. Verso la fine degli anni novanta la collezione museale si allargò con opere di altri importanti artisti fino al trasferimento nella prestigiosa sede del Polo culturale Sant’Agostino, avvenuto nel 1999.

## Collezioni
La parte principale della collezione è stata acquistata dall'amministrazione comunale di Ascoli Piceno e comprende circa ottanta opere del pittore Osvaldo Licini, provenienti dalla collezione di Caterina Celi Hellstrom, figlia adottiva della moglie di Licini. Oltre a questa, la galleria comprende dipinti di Lucio Fontana, Filippo de Pisis, Roberto Matta, Gino Severini, Hans Hartung, Giorgio Morandi ed altri.
Nel 2007 la galleria si è ulteriormente arricchita da opere della collezione di Tullio Pericoli, per merito della collaborazione della Fondazione Carisap.
Tra le mostre temporanee ricordiamo Il sopra-naturale in Chagall e Licini (2001/2002) e Da Tiziano a De Chirico (2004). Il 18 aprile 2008 è stata inaugurata l'antologica per il cinquantesimo anniversario della morte di Osvaldo Licini.